# 1808 Bellerophon
1808 Bellerophon è un asteroide della fascia principale del diametro medio di circa 15,41 km. Scoperto nel 1960, presenta un'orbita caratterizzata da un semiasse maggiore pari a 2,7471928 UA e da un'eccentricità di 0,1797325, inclinata di 2,03622° rispetto all'eclittica.
L'asteroide è dedicato all'eroe della mitologia greca Bellerofonte.